# Aeroport de Pemba (Moçambic)
L'aeroport de Pemba (codi IATA: POL, codi OACI: FQPB) és un petit aeroport internacional que serveix Pemba, capital de la província de Cabo Delgado a Moçambic.

## Aerolínies i destinacions
| Aerolínies                 | Destinacions                                                                        |
| -------------------------- | ----------------------------------------------------------------------------------- |
| Airlink                    | Johannesburg-OR Tambo                                                               |
| Ewa Air                    | Dzaoudzi                                                                            |
| LAM Aerolínies de Moçambic | Beira, Dar es Salaam, Johannesburg-OR Tambo, Maputo, Nairobi-Jomo Kenyatta, Nampula |
| Meridiana                  | Xàrter estacional Milà-Malpensa Note<1                                              |

^Note 1 : Aquest vol es deté a través de Zanzíbar abans de continuar cap s Pemba.